# Aplocheilus
Aplocheilus är ett släkte sötvattenlevande fiskar i ordningen tandkarpar som förekommer i syd- och Sydostasien, från Pakistan till Vietnam och Malaysia i väst-östlig riktning, och från Nepal till Sri Lanka i nord-sydlig. Alla arter är icke-annuella så kallade växtlekare inom gruppen äggläggande tandkarpar (Cyprinodontiformes). Flera arter är vanliga som akvariefiskar. Till dem hör A. lineatus, som med sina 10 centimeter också är den största arten i släktet.

## Utseende
Samtliga Aplocheilus blir 5 till 10 centimeter långa och uppvisar en tydlig könsdimorfism, där hanarna har kraftigare färger och förlängda fenspetsar. 

## Fortplantning
Alla Aplocheilus lägger helst sin rom nära eller vid vattenytan, gärna bland nedhängande, fintrådiga rötter av någon flytväxt – exempelvis musselblomma, simbräken, någon art av Ceratopteris eller Hydrocotyle – eller bland de tunna bladen hos någon art i särvsläktet. De är inte så kallade "romrövare" och äter normalt sett inte romkornen, men om det inte finns finbladiga växter för ynglen att gömma sig bland kan det hända att vuxna fiskar äter upp de egna ynglen. Flera av arterna är ganska lätta att föröka i fångenskap.

## Arter
Släktet omfattar 7 arter:
- Aplocheilus blockii Arnold, 1911
- Aplocheilus dayi Steindachner, 1892 – Linjetandkarp
- Aplocheilus kirchmayeri Berkenkamp & Etzel, 1986
- Aplocheilus lineatus (Valenciennes, 1846)
- Aplocheilus panchax (Hamilton, 1822)
- Aplocheilus parvus (Sundara Raj, 1916)
- Aplocheilus werneri Meinken, 1966

## Etymologi
Släktnamnet är sammansatt av grekiska aploe: "enkla", "enkelhet", och χειλος (cheilos): "läppar".